# DNCE
DNCE är en amerikansk popdancegrupp. Gruppen består av Joe Jonas, Jack Lawless, Cole Whittle och JinJoo Lee. Gruppen fick skivkontrakt med Republic Records och debutsingeln "Cake by the Ocean" släpptes september 2015.

## Diskografi
Studioalbum
- DNCE (2016)

EPs
- Swaay (2015)
- People To People (2018)

Singlar
- "Cake By The Ocean" (2015)
- "Body Moves" (2016)
- "Good Day" (2016)
- "Toothbrush" (2016)
- "Da Ya Think I'm Sexy?" (tillsammans med Rod Stewart) (2016)
- "Santa Claus Is Coming To Town" (2016)
- "Kissing Strangers" (med Nicki Minaj) (2017)
- "Hands Up" (med Merk & Kremont) (2018)
- "Dance" (2018)